# ریچل لوترل
ریچل لوترل (انگلیسی: Rachel Luttrell؛ زادهٔ ۱۹ ژانویهٔ ۱۹۷۱) یک هنرپیشه، و بازیگر سینما اهل کانادا است.